# Barringtonia payensiana
Barringtonia payensiana là một loài thực vật linhin thuộc họ Lecythidaceae.
Loài này chỉ có ở Malaysia.
Chúng hiện đang bị đe dọa vì mất môi trường sống.